# Třída Attack
Třída Attack byla třída hlídkových lodí australského námořnictva. Austrálie získala celkem 20 jednotek této třídy. Mezi jejich hlavní úkoly patřilo hlídkování a obrana výhradní ekonomické zóny země. Během služby se ukázalo, že jsou pro plnění na ně kladených úkolů příliš malé a brzy je proto nahradily větší plavidla třídy Fremantle. Celkem 15 lodí v 70. a 80. letech získaly obranné síly Papuy Nové Guineje a námořnictvo Indonésie.

## Stavba

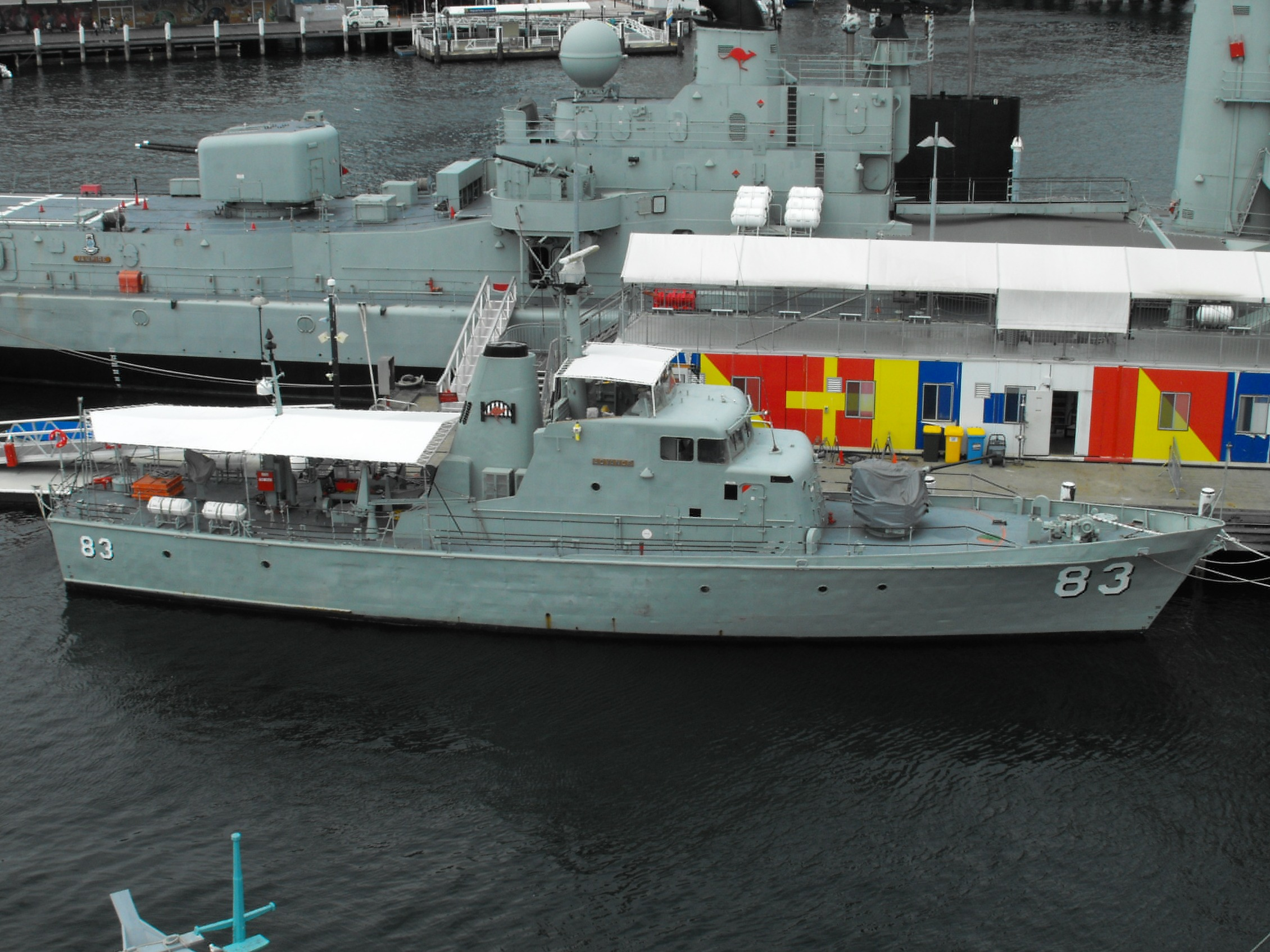
HMAS Advance

Plavidla této třídy byla v počtu 20 jednotek objednána roku 1965. Pět z nich bylo určeno pro službu na ostrově Papua Nová Guinea, zbylé sloužily přímo v Austrálii. Pět jednotek postavila loděnice Evans Deakin a ostatních 15 loděnice Walker v Marybourghu. Do služby vstoupily v letech 1967–1969.

## Konstrukce

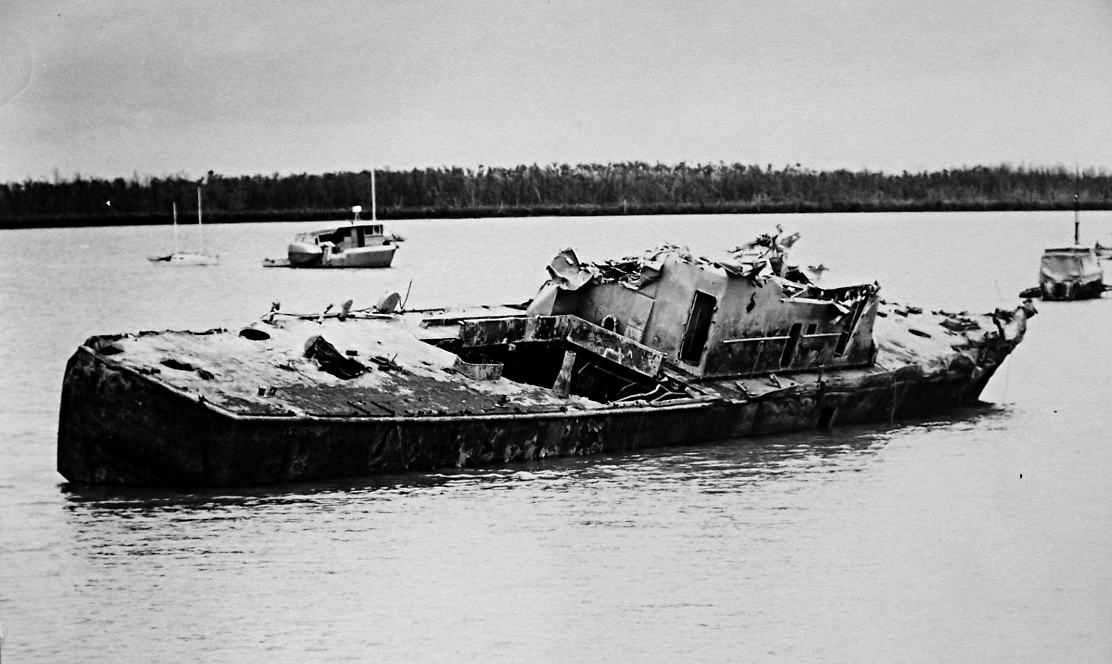
HMAS Arrow se v prosinci 1974 potopil ve svém kotvišti v důsledku bouře způsobené tropickou cyklónou Tracy

Plavidla nesla navigační radar Decca 916 a podpůrný elektronický systém Telegon VIII. Obrannou výzbroj tvořil jeden 40mm kanón Bofors na přídi a jeden 12,7mm kulomet. Pohonný systém tvořily dva diesely Paxman 16YJCM. Lodní šrouby byly dva. Nejvyšší rychlost dosahovala 21 uzlů.

## Zahraniční uživatelé
Papua Nová Guinea získala nezávislost roku 1975. Austrálie přitom pětici v zemi dislokovaných člunů třídy Attack přenechala tamním rodícím se obranným silám. Ve službě byly do poloviny 90. let. Jednotlivé lodě přitom byly postupně rozebírány na náhradní díly pro poslední jednotku Madang.
Indonésie v polovině 70. let zakoupila hlídkové lodě Bandolier a Archer, které přejmenovala na Sibarau a Siliman. Později k nim z australských přebytků přikoupila dalších osm lodí.